# Desdimelita microdentata
Desdimelita microdentata is een vlokreeftensoort uit de familie van de Melitidae. De wetenschappelijke naam van de soort is voor het eerst geldig gepubliceerd in 1996 door Jarrett & Bousfield.